# Campionati europei di ciclocross - Gara femminile Under-23
La gara femminile Under-23 è una delle prove disputate durante i Campionati europei di ciclocross. Aperta alle cicliste della categoria Under-23, si svolge dalla rassegna del 2013.

## Albo d'oro
Aggiornato all'edizione 2022.
| Anno | Vincitrice                 | Seconda              | Terza                    |
| ---- | -------------------------- | -------------------- | ------------------------ |
| 2013 | Annefleur Kalvenhaar       | Sabrina Stultiens    | Alice Maria Arzuffi      |
| 2014 | Sabrina Stultiens          | Martina Mikulášková  | Alice Maria Arzuffi      |
| 2015 | Maud Kaptheijns            | Alice Maria Arzuffi  | Jana Czeczinkarová       |
| 2016 | Chiara Teocchi             | Hélène Clauzel       | Jana Czeczinkarová       |
| 2017 | Chiara Teocchi             | Laura Verdonschot    | Nikola Nosková           |
| 2018 | Ceylin del Carmen Alvarado | Inge van der Heijden | Fleur Nagengast          |
| 2019 | Ceylin del Carmen Alvarado | Anna Kay             | Marion Norbert-Riberolle |
| 2020 | Puck Pieterse              | Kata Blanka Vas      | Manon Bakker             |
| 2021 | Shirin van Anrooij         | Puck Pieterse        | Fem van Empel            |
| 2022 | Puck Pieterse              | Line Burquier        | Shirin van Anrooij       |

## Medagliere
| Pos.   | Nazione       | Oro | Argento | Bronzo | Totale |
| ------ | ------------- | --- | ------- | ------ | ------ |
| 1      | Paesi Bassi   | 8   | 3       | 4      | 15     |
| 2      | Italia        | 2   | 1       | 2      | 5      |
| 3      | Francia       | 0   | 2       | 1      | 3      |
| 4      | Rep. Ceca     | 0   | 1       | 3      | 4      |
| 5      | Belgio        | 0   | 1       | 0      | 1      |
| 5      | Gran Bretagna | 0   | 1       | 0      | 1      |
| 5      | Ungheria      | 0   | 1       | 0      | 1      |
| Totale | Totale        | 10  | 10      | 10     | 30     |